# Rolando Serrano
José Rolando Serrano Lázaro (* 13. November 1938 in Pamplona; † 13. Juni 2022 in Cúcuta) war ein kolumbianischer Fußballspieler. Der Mittelfeldspieler nahm mit der kolumbianischen Nationalmannschaft an der Fußball-Weltmeisterschaft 1962 in Chile teil.

## Karriere

### Verein
Serrano begann seine Profikarriere 1957 bei seinem Heimatverein Cúcuta Deportivo, für den er bis 1960 spielte. Anschließend stand er von 1961 bis 1963 bei América de Cali unter Vertrag. Nach einer kurzen Rückkehr zu Cúcuta im Jahr 1964 schloss er sich noch im selben Jahr Unión Magdalena an, wo er bis 1965 spielte. Seine Karriere setzte er 1966 und 1967 bei den Millonarios fort, ehe er seine aktive Laufbahn von 1968 bis 1969 bei Atlético Junior ausklingen ließ.

### Nationalmannschaft
Serrano gab im April 1961 sein Debüt in der kolumbianischen Nationalmannschaft in der Qualifikation zur Weltmeisterschaft 1962 gegen Peru. Er gehörte zum Kader bei der Weltmeisterschaft 1962 in Chile und kam dort in zwei Gruppenspielen zum Einsatz. Die Cafeteros schieden in der Gruppenphase mit einem Punkt aus drei Spielen aus. Ein Jahr später spielte Serrano beim Campeonato Sudamericano 1963, bei dem er drei Partien bestritt und mit Kolumbien den letzten Platz belegte. Das 1:1-Unentschieden im Turnier war sein letztes Länderspiel. Insgesamt lief er sieben Mal für die Nationalmannschaft auf.

## Sonstiges
Rolando Serrano war der Großvater der Tennisspielerin Camila Osorio.